# Kong: Skull Island
Kong: Skull Island (bra: Kong: A Ilha da Caveira; prt: Kong: Ilha da Caveira) é um filme norte-americano do gênero de horror e ficção científica, dirigido por Jordan Vogt-Roberts. O filme é um reboot da franquia King Kong e o segundo filme do MonsterVerse da Legendary Pictures. Possui um elenco estrelado por Tom Hiddleston, Samuel L. Jackson, Brie Larson, Jason Mitchell, Corey Hawkins, Toby Kebbell, Tom Wilkinson, Thomas Mann, Terry Notary, John Goodman e John C. Reilly. A fotografia principal começou em 19 de outubro de 2015 no Hawaii. O filme foi lançado no dia 9 de março de 2017 no Brasil e 10 de março de 2017 nos Estados Unidos.
O filme é o primeiro na cronologia do MonsterVerse. Kong voltaria aparecer no cinema em 2020, mas foi adiado para 2021 em virtude da pandemia de COVID-19. Ele agora enfrentará Godzilla em um dos filmes mais esperados de 2021: Godzilla vs. Kong.

## Elenco
- Tom Hiddleston como James Conrad:
Um desiludido antigo capitão da Rhodesian Special Air Service que serviu na Guerra do Vietnã, contratado como um caçador-tracker para a expedição por Randa. Hiddleston descreveu seu personagem como o homem que prende "nenhuma fidelidade política no conflito" mas "compreende o conflito", completando, "é um soldado anterior que seja formado por uma compreensão da guerra, mas seu jogo específico da habilidade é algo que está ligado ao poder da natureza, e acho que é algo que as pessoas não viram há muito tempo "
- Samuel L. Jackson como Preston Packard:
Um Tenente Coronel do Exército dos Estados Unidos e líder do esquadrão de helicópteros Sky Devils, contratado para levar o grupo de exploradores na expedição. Jackson compara seu personagem com o capitão Ahab de Moby-Dick, afirmando: "Ele tem que exigir uma certa dose de vingança para as pessoas que ele perdeu. É apenas a natureza de como operamos - olho por olho!"
- John Goodman como William "Bill" Randa: Um oficial sênior na organização do governo Monarch que é responsável da expedição.
- Brie Larson como Mason Weaver:
Uma fotojornalista de guerra e ativista pela paz. Larson afirmou que seu personagem tem o "próprio tipo de motivo" a respeito de por que ela se juntou à expedição, afirmando, "Isso é o interessante sobre este filme. É um grupo de inadaptados que são todos provenientes de ângulos diferentes olhando para a mesma coisa. Você começa a ver quantas visões diferentes em relação à natureza e como devemos lidar com ele são tratadas de muitas perspectivas diferentes. " Larson acrescentou ainda que Weaver tem um "interesse e respeito pela natureza" e "Por isso ela tem um relacionamento mais íntimo e amoroso com Kong".
- Jing Tian como San Lin: Uma jovem bióloga trabalhando para Monarch.
- Toby Kebbell como Jack Chapman: Um major do exército dos EUA e braço direito de Packard.
- John Ortiz como Victor Nieves: Um oficial sênior de Landsat na expedição.
- Corey Hawkins como Houston Brooks: Um jovem geólogo e graduado da Universidade de Yale recrutado para a expedição pela Monarch para suas teorias inovadoras em sismologia.
- Jason Mitchell como Glenn Mills: Um jovem oficial leal e piloto de helicóptero dos Sky Devils.
- Shea Whigham como Earl Cole: Um capitão experiente do Sky Devils com uma perspectiva "única" sobre a missão.
- Thomas Mann como Reg Slivko: Um jovem hipster e oficial encarregado do Sky Devils conhecido por transportar um tocador portátil.
- Terry Notary como Kong: Um macaco monstruoso místico que é adorado como um deus na Ilha da Caveira pelos nativos de Iwi. Toby Kebbell também faz a captura de movimento do personagem, ao lado de Notary.
- John C. Reilly como Hank Marlow: Um tenente da Segunda Guerra Mundial que passou 28 anos encalhado na Ilha da Caveira. Ele conhece as criaturas da ilha e é amigo dos nativos de Iwi. Will Brittain retrata um jovem Hank Marlow.

Além disso, Marc Evan Jackson retrata Steve Woodward, um funcionário do Landsat na expedição e Eugene Cordero retrata Reles, um mandante na expedição, enquanto Thomas Middleditch fornece a voz de Jerry, Richard Jenkins aparece como o senador Willis e Miyavi aparece como Gunpei Ikari.

## Produção

### Desenvolvimento
A Legendary Pictures anunciou em julho de 2014 na San Diego Comic-Con uma história de origem do King Kong - inicialmente intitulado Ilha da Caveira - e listou uma data de lançamento para 04 de novembro de 2016, com a distribuição da Universal Pictures. Legendary ofereceu Joe Cornish para dirigir o filme, enquanto o diretor de King Kong de 2005; Peter Jackson sugeriu Guillermo del Toro. Em setembro de 2014 o estúdio anunciou que Jordan Vogt-Roberts iria dirigir o filme.
O roteiro viu um número de roteiristas anexados antes das filmagens. Buscando a continuidade entre os mundos de King Kong e Godzilla, Max Borenstein de Godzilla escreveu o primeiro roteiro, enquanto John Gatins foi contratado para escrever o segundo. Em agosto de 2015 foi revelado que Dan Gilroy também colaborou no roteiro com Borenstein e Gatins. Em 18 de agosto 2015, foi confirmado que Derek Connolly também estava reescrevendo o roteiro.
Em 12 de dezembro de 2014 o estúdio anunciou que tinha reintitulado o filme para Kong: Skull Island. Em 10 de setembro de 2015 a Legendary moveu Kong: Skull Island da Universal para a Warner Bros e eles estavam planejando um crossover de King Kong e Godzilla. Mais tarde, foi anunciado que o roteiro do filme tinha referências para a entidade secreta do governo denominada Monarch, presente no filme Godzilla (2014).
Em abril de 2016 o artista Joe DeVito processou os produtores do filme pela utilização indevida de elementos de seu universo da Ilha da Caveira, alegando que ele que os criou e os produtores usaram sem sua permissão.

### Escolha de Elenco
Ao mesmo tempo do anúncio de Vogt-Roberts como diretor, o estúdio também anunciou que Tom Hiddleston iria desempenhar o papel principal. Em 15 de dezembro de 2014 foi anunciado que JK Simmons tinha sido escalado para o filme. Em uma entrevista com a MTV, Simmons revelou que o filme seria definido em Detroit em 1971, e que eles iriam filmar em Detroit durante a temporada de beisebol.
Em janeiro de 2015 foi anunciado que Michael Keaton tinha se juntado ao elenco. Em 1 de julho de 2015, Keaton e Simmons saíram do filme devido aos seus conflitos de agenda. A Legendary não queria atrasar mais o início da produção de modo que o estúdio começou a busca dois atores para substituir. Em 23 de julho de 2015 Brie Larson foi escalada para o filme como o papel principal feminino. Em 05 de agosto de 2015 foi anunciado que Corey Hawkins foi escalado para o filme para um papel de apoio. Em 6 de agosto de 2015 o Deadline.com informou que o estúdio estava em negociações adiantadas com Samuel L. Jackson para colocá-lo no papel que Simmons desocupou, enquanto John C. Reilly também foi sendo cogitado, mas ainda não oferecido e Tom Wilkinson foi oferecido para um papel principal no filme.
Em 20 de agosto de 2015 Toby Kebbell se juntou ao elenco do filme, enquanto Jackson e Reilly ainda estavam em negociações com o estúdio. Em 25 de agosto de 2015 Jason Mitchell se juntou ao elenco para interpretar um piloto. Em 02 de novembro de 2015 foi anunciado que Will Brittain se juntou ao elenco do filme, no papel de piloto. Em 25 de setembro, 2015 John Goodman foi escalado para interpretar Randa, um funcionário do governo e líder de uma expedição e Thomas Mann, também foi contratado. Em 01 de outubro de 2015 John Ortiz e Shea Whigham foram adicionados ao elenco para papéis não especificados. Em 13 de outubro 2015 Eugene Cordero se juntou ao elenco para um papel não especificado. Em maio de 2016 Toby Kebbell revelou que Terry Notary iria retratar Kong através da captura de movimento e que Kebbell forneceu algumas orientações para sua atuação.

### Design
O diretor Vogt-Roberts afirmou que queria Kong com um olhar simples e icônico suficiente para que um aluno da terceira série poderia atraí-lo e ele ainda seria reconhecível. Vogt-Roberts também queria Kong para se sentir como um "Deus só, ele era uma figura rabugenta". No projeto, Kong foi apresentado como uma criatura bípede que anda em uma posição vertical.
Vogt-Roberts, adicionalmente declarou: "nosso Kong é um retrocesso da antiga versão; Kong era um monstro no filme, então nós trabalhamos muito duro para levar alguns dos elementos da versão anterior, algumas dessas características exageradas, algumas dessas qualidades icônicas, e em seguida, torná-los seus próprios ... Criamos algo que em algum grau serviu como um retrocesso para a inspiração para o que começou tudo isso, mas depois também tinha uma criatura completamente única e diferente que eu gostaria de pensar é totalmente contido e identificável como a versão 2017 de King Kong. Eu acho que há elementos muito modernos para ele, mas espero que ele se sinta muito atemporal ao mesmo tempo."

### Filmagens
A fotografia principal do filme começou em 19 de outubro de 2015 e foi concluída em 18 de março de 2016. As filmagens ocorreram na porção norte do Vietnã, na ilha de Oahu, no Havaí, e a Costa Dourada da Austrália. Locais foram incluídos como Honolulu, Chinatown, Kualoa Ranch e Waikane Valley (Ohulehule Floresta Conservancy) em Oahu. Em meados de janeiro de 2016 as filmagens começarão em Gold Coast, Queensland, Austrália.

## Lançamento
Em 12 de dezembro de 2014 foi anunciada a alteração da data de lançamento: de 04 de novembro de 2016 para 10 de março de 2017, e no Brasil e em Portugal em 9 de março de 2017.
Pretende-se lançá-lo em 3D e IMAX 3D. 

## Sequências
Em setembro de 2015, a Legendary mudou Kong: Skull Island da Universal para a Warner Bros., o que provocou especulações da imprensa de que Godzilla e King Kong apareceriam em um filme juntos. Em outubro de 2015, a Legendary confirmou que eles uniram Godzilla e King Kong em Godzilla vs. Kong, e foi definida uma data de lançamento para 29 de maio de 2020, mas em novembro do mesmo ano foi adiado devido a pandemia da COVID-19 e ganhou uma nova data: 24 de março de 2021 internacionalmente e 31 de março de 2021 nos Estados Unidos; nos cinemas e no serviço de streaming HBO Max simultaneamente. Planos lendários para criar uma franquia cinematográfica compartilhada "centrada em torno da Monarch" e que "reúne Godzilla e King Kong em um ecossistema de outras séries de super-espécie gigante, tanto clássicos e novos". Enquanto a Legendary vai manter a sua casa a Universal Pictures, que continuará a colaborar com a Warner Bros. para a franquia.